# Karacháyevsk
Karacháyevsk (en karachái-bálkaro: Къарачай шахар, Qaraçay şaxar; en abaza: Къарча къала, Qarča qala ; en cabardino, nogayo y en ruso: Карачаевск) es una ciudad al sur de Rusia perteneciente a la república de Karacháyevo-Cherkesia, y centro administrativo del raión de Karacháyevsky (del cuál no forma parte) y del ókrug urbano homónino.
La ciudad está situada a una altitud promedio de unos 870 metros sobre el nivel del mar, a 51 kilómetros de Cherkessk, en la confluencia entre los ríos Teberdá y Kubán.

## Historia
La ciudad fue fundada en 1926 como resultado de la creación del Óblast autónomo Karachái al dividirse del Óblast autónomo Karachái-Cherkeso, por lo cuál la nueva ciudad sería su centro administrativo. El 7 de noviembre de 1927, débido al décimo aniversario de la Revolución de Octubre, se inauguró oficialmente el nuevo asentamiento con el nombre de Mikoyan-Shakhar, en honor a Anastas Mikoyan.  El 26 de agosto de 1929, Mikoyan-Shakhar es erecta oficialmente como ciudad. Durante la Segunda Guerra Mundial, desde agosto de 1942 hasta enero de 1943, el área estaba ocupada por fuerzas alemanas. Desde el 5 de Octubre de 1944 hasta el 11 de Enero de 1957, cuando el pueblo Karachái fue llevado al exilio hasta Asia Central por su supuesta colaboración con los alemanes, Mikoyan-Shakhar fue renombrada Klukhori, y el territorio del antiguo Óblast autónomo Karachái fue asignado a la RSS de Georgia hasta 1955. El 12 de Enero de 1957, por decreto del Presídium del Sóviet Supremo de la RSFSR, la ciudad de Klukhori pasó a llamarse Karacháyevsk.

## Demografía
| Gráfica de evolución de Karacháyevsk entre 1931 y 2025 |
|                                                        |

### Composición étnica
| Nacionalidad         | Habitantes | Proporción |
| -------------------- | ---------- | ---------- |
| Karacháis            | 18 088     | 75,78 %    |
| Rusos                | 3 454      | 14,47 %    |
| Turcomanos           | 634        | 2,65 %     |
| Cherquesos           | 591        | 2,47 %     |
| Osetios              | 323        | 1,35 %     |
| Abasios              | 115        | 0,48 %     |
| Nogayos              | 96         | 0,40 %     |
| Otro/No Especificado | 566        | 2,37 %     |